# All The Best (The Alan Parsons Project)
All The Best è una compilation del gruppo musicale britannico The Alan Parsons Project, pubblicata nel luglio del 2015 dalla Sony Music.

## Descrizione
All The Best raccoglie una selezione di 36 brani, suddivisi su tre CD, tra i più celebri del The Alan Parsons Project, fondato nel 1975 da Alan Parsons ed Eric Woolfson, utilizzando il catalogo della Arista Records, assorbita dalla Sony Music. Nella raccolta sono rappresentati nove album, rimanendo fuori solamente Tales of Mystery and Imagination Edgar Allan Poe del 1976.
La quantità di brani estratti da ogni album è la seguente:
- 4 da I Robot del 1977
- 4 da Pyramid del 1978
- 4 da Eve del 1979
- 4 da The Turn of a Friendly Card del 1980
- 5 da Eye in the Sky del 1982
- 4 da Ammonia Avenue del 1984
- 5 da Vulture Culture del 1985
- 4 da Stereotomy del 1986
- 2 da Gaudi del 1987

Nella raccolta vi sono sei brani strumentali.

## Tracce[1]

### Disco 1
Testi e musiche di Eric Woolfson e Alan Parsons; edizioni musicali Arista Records.
1. The Gold Bug (The Turn of a Friendly Card - 1980) – 4:34 – Strumentale
2. I Don't Wanna Go Home (The Turn of a Friendly Card - 1980) – 4:52 – Voce: Lenny Zakatek • Pianoforte: Eric Woolfson • Voci addizionali: Alan Parsons • Chitarre: Ian Bairnson • Basso: David Paton • Batteria: Stuart Elliott • Cori: Chris Rainbow
3. Let's Talk About Me (Vulture Culture - 1984) – 4:22 – Voce: David Paton • Coro: Chris Rainbow • Pianoforte: Eric Woolfson • Sintetizzatore: Richard (Trix) Cottle • Chitarra: Ian Bairnson • Basso: David Paton • Batteria: Stuart Elliott • Interpretazione orale: Mr. Laser Beam
4. Games People Play (The Turn of a Friendly Card - 1980) – 4:23 – Voce e vocal FX: Lenny Zakatek • Tastiere: Eric Woolfson • Projectron: Alan Parsons • Chitarre: Ian Bairnson • Basso: David Paton • Batteria e percussioni: Stuart Elliott • Cori: Chris Rainbow
5. Time (The Turn of a Friendly Card - 1980) – 5:15 – Voce e pianoforte: Eric Woolfson • Voci addizionali: Alan Parsons • Chitarra Pitched Shifted e chitarra acustica: Ian Bairnson • Basso e chitarra acustica: David Paton • Batteria e percussioni: Stuart Elliott • Cori: Chris Rainbow • Orchestra: arrangiata e diretta da Andrew Powell
6. Eye in the Sky (Eye in the Sky - 1982) – 4:35 – Voce e pianoforte elettrico Wurlitzer: Eric Woolfson • Sintetizzatore Fairlight CMI: Alan Parsons • Cori: Chris Rainbow • Chitarre elettrica e acustica: Ian Bairnson • Basso: David Paton • Batteria: Stuart Elliott
7. Children of the Moon (Eye in the Sky - 1982) – 4:49 – Voce e basso: David Paton • Tastiere: Eric Woolfson • Chitarre elettrica e acustica: Ian Bairnson • Batteria e percussioni: Stuart Elliott • Ottavino: John Wallace • The English Chorale: direttore del coro Bob Howes • Orchestra: arrangiata e diretta da Andrew Powell
8. You're Gonna Get Your Fingers Burned (Eye in the Sky . 1982) – 4:19 – Voce e cori: Lenny Zakatek • Tastiere e cori: Alan Parsons • Cori: Eric Woolfson • Chitarre: Ian Bairnson • Basso: David Paton • Batteria e percussioni: Stuart Elliott
9. Psychobabble (Eye in the Sky - 1982) – 4:50 – Voce: Elmer Gantry • Cori: Jack Harris • Tastiere: Eric Woolfson • Chitarre e cori: Ian Bairnson • Basso: David Paton • Batteria: Stuart Elliott • The English Chorale: direttore del coro Bob Howes • Orchestra: arrangiata e diretta da Andrew Powell
10. Old and Wise (Eye in the Sky - 1982) – 4:57 – Voce: Colin Blunstone • Tastiere, pianoforte e organo: Eric Woolfson • Sassofono: Mel Collins • Chitarre: Ian Bairnson • Basso: David Paton • Batteria: Stuart Elliott • Banda di ottoni e Orchestra: arrangiata e diretta da Andrew Powell
11. Don't Answer Me (Ammonia Avenue - 1984) – 4:13 – Voce, cori e tastiere: Eric Woolfson • Cori e tastiere: Chris Rainbow • Fairlight CMI: Alan Parsons • Chitarre elettriche ed acustiche: Ian Bairnson • Basso e chitarra acustica: David Paton • Batteria e percussioni: Stuart Elliott • Sassofono: Mel Collins
12. You Don't Believe (Ammonia Avenue - 1984) – 4:26 – Voce: Lenny Zakatek • Fairlight CMI e LinnDrum: Alan Parsons • Tastiere addizionali: Eric Woolfson • Chitarre e guitar synth: Ian Bairnson • Basso: David Paton • Batterie addizionali: Stuart Elliott

Durata totale: 55:35

### Disco 2
Testi e musiche di Eric Woolfson e Alan Parsons; edizioni musicali Arista Records.
1. I Robot (I Robot - 1977) – 6:02 – Strumentale
2. Too Late (Gaudi - 1987) – 4:29 – Voce: Lenny Zakatek • Cori: Chris Rainbow • Chitarre: Ian Bairnson • Basso: Laurie Cottle • Batteria: Stuart Elliott • Sintetizzatori: Richard (Trix) Cottle
3. Total Eclipse (I Robot - 1977) – 3:09 – Strumentale
4. Day After Day (The Show Must Go On) (I Robot - 1977) – 3:49 – Voce: Jack Harris
5. I Wouldn't Want to Be Like You (I Robot - 1977) – 3:23 – Voce: Lenny Zakatek
6. Somebody Out There (Vulture Culture - 1985) – 4:56 – Voce: Colin Blunstone • Tastiere: Richard (Trix) Cottle e Eric Woolfson • Chitarre: Ian Bairnson • Batteria e percussioni: Stuart Elliott • Basso: David Paton
7. Separate Lives (Vulture Culture - 1985) – 4:42 – Voce: Eric Woolfson • Armonia vocale: Chris Rainbow • Sintetizzatore e sequencer: Richard (Trix) Cottle • Chitarre: Ian Bairnson • Batteria e percussioni: Stuart Elliott
8. Days Are Numbers (The Traveller) (Vulture Culture - 1985) – 4:52 – Voce: Chris Rainbow • Tastiere e Sintetizzatore Yamaha DX7 sequenza Clav: Alan Parsons e Eric Woolfson • Tastiere e sassofono:  Richard (Trix) Cottle • Chitarra: Ian Bairnson • Batteria e percussioni: Stuart Elliott • Basso: David Paton
9. Sooner or Later (Vulture Culture - 1985) – 4:26 – Voce e tastiere: Eric Woolfson • Cori: Chris Rainbow • Tastiere: Richard (Trix) Cottle • Chitarre: Ian Bairnson • Batteria: Stuart Elliott • Basso: David Paton
10. Let Me Go Home (Ammonia Avenue - 1984) – 3:20 – Voce: Lenny Zakatek • Cori: Chris Rainbow • Chitarre: Ian Bairnson • Pianoforte: Eric Woolfson• Chitarre al Fairlight CMI: Alan Parsons • Basso: David Paton • Batteria: Stuart Elliott
11. Paseo de Gracia (Gaudi - 1987) – 3:46 – Strumentale
12. The Eagle Will Rise Again (Pyramid - 1978) – 4:21 – Voce: Colin Blunstone

Durata totale: 51:15

### Disco 3
Testi e musiche di Eric Woolfson e Alan Parsons; edizioni musicali Arista Records.
1. Can't Take It with You (Pyramid - 1978) – 5:07 – Voce: Dean Ford e Colin Blunstone
2. What Goes Up (Pyramid - 1978) – 3:31 – Voce: David Paton, Colin Blunstone e Dean Ford
3. Pyramania (Pyramid - 1978) – 2:44 – Voce: Jack Harris
4. Light of the World (Stereotomy - 1986) – 6:22 – Voce e cori: Graham Dye • Cori: Steve Dye e Chris Rainbow • Pianoforte: Eric Woolfson • Sintetizzatore: Richard (Trix) Cottle • Chitarre: Ian Bairnson • Basso: David Paton • Batteria e percussioni: Stuart Elliott • Orchestra: The Philharmonic Orchestra, arrangiata e diretta da Andrew Powell
5. Urbania (Stereotomy - 1986) – 4:59 – Strumentale
6. Stereotomy (Stereotomy - 1986) – 7:18 – Voce: John Miles • Sintetizzatore Yamaha DX7 Rhodes, voci aggiuntive e voci di scienziato: Eric Woolfson • Cori: Chris Rainbow • Sintetizzatore e sequencer: Richard (Trix) Cottle • Chitarre, guitar synth e industrial FX: Ian Bairnson • Basso e industrial FX: David Paton • Batteria e percussioni: Stuart Elliott • Orchestra: The Philharmonic Orchestra, arrangiata e diretta da Andrew Powell • Voci di scienziato: Alan Parsons, Tony Richards e Noel Rafferty
7. Beaujolais (Stereotomy - 1986) – 4:27 – Voce: Chris Rainbow • Tastiere: Richard (Trix) Cottle • Chitarre e guitar synth: Ian Bairnson • Basso: David Paton • Batteria e percussioni: Stuart Elliott • Party FX: The Maifair Studio Gang
8. Winding Me Up (Eve - 1979) – 4:00 – Voce: Chris Rainbow • Pianoforte e carillon: Eric Woolfson e Duncan Mackay • Chitarre: Ian Bairnson • Basso: David Paton • Batteria: Stuart Elliott • Orchestra: arrangiata e diretta da Andrew Powell
9. You Won't Be There (Eve - 1979) – 3:37 – Voce: Dave Townsend • Pianoforte: Eric Woolfson • Chitarre: Ian Bairnson • Basso: David Paton • Batteria: Stuart Elliott • Orchestra: arrangiata e diretta da Andrew Powell
10. Lucifer (Eve - 1979) – 5:03 – Strumentale
11. Damned If I Do (Eve - 1979) – 4:54 – Voce: Lenny Zakatek • Pianoforte elettrico Wurlitzer: Eric Woolfson • sintetizzatori: Duncan Mackay • Chitarre: Ian Bairnson • Basso: David Paton • Batteria: Stuart Elliott • Orchestra: arrangiata e diretta da Andrew Powell
12. Prime Time (Ammonia Avenue - 1984) – 5:03 – Voce e pianoforte elettrico Wurlitzer: Eric Woolfson • Voci addizionali: Chris Rainbow • Chitarre elettriche ed acustiche: Ian Bairnson • Basso: David Paton • Batteria e percussioni: Stuart Elliott

Durata totale: 57:05